# Roman III. Argir
Roman III. Argir (grško starogrško Ρωμανός Γ΄ Αργυρός  [Rōmanos III Argyros]) je bil cesar Bizantinskega cesarstva, ki je vladal od 15. novembra 1028 do svoje smrti, * 968 , † 11. april 1034.

## Življenjepis

### Družina in zgodnja kariera
Roman Argir je bil sin neimenovanega člana družine Argir,  ki bi  lahko bil istoveten s Potom Argirom, ki je premagal Ogre na njihovem roparskem pohodu leta 958, ali Evstahijem Argirom,  ki je leta 950 naročil pesnitev v čast cesarju Romanu II.. Romanov oče je bil sin nekega drugega Romana Argirja, ki je bi poročen z Agato, hčerko Romana I. Lekapena (vladal  919-944).
Imel je  več bratov in sester. Brat Bazilij Argir je bil pod Bazilijem II. (vladal 976–1025) general in guverner. Pod Bazilijem je služil tudi brat Leon, ki je bil leta 1017 ubit v Italiji. Sestra Pulherija Argiropulina je bila poročena z magistrom Bazilijem Sklerom, sestra z neznanim imenom s Konstantinom Karantenom, ki je bil pod Romanom doux Antiohije, Marija Argiropulina pa z Giovannijem Orseolom, sinom beneškega doža Pietra II. Orseola.
Roman je bil najprej sodnik (krites) s položajem protospatarija v Obsikijski temi. Na tem položaju je preganjal heretike v Akmoneji. Zatem je bil  povišan na položaj  kvestorja  in postal eden od sodnikov Hipodroma. V tej vlogi je omenjen v Peiri, izpisku pravnih odločitev, ki jih je zbral ugleden pravnik Avstahij Romaj. Zatem je napredoval v patricija in dobil položaj  oikonomosa (upravnika) Hagije Sofije in še naprej predsedoval sodišču. Ob smrti Bazilijevega naslednika Konstantina VIII. leta 1028 je bil na položaju konstantinopelskega mestnega prefekta.

### Vladanje
Roman je pritegnil pozornost cesarja Konstantina VIII., ki ga je prisilil, da se je ločil od svoje žene in se 12. novembra 1028, poročil z njegovo hčerko Zoo Porfirogeneto. Tri dni kasneje je Konstantin umrl in Romanu prepustil svoj prestol.
Novi cesar je pokazal veliko vnemo, da bi se izkazal kot vladar, vendar je imel pri svojih podvigih malo sreče. Veliko denarja je potrošil za novogradnje in darila za menihe. Njegovo prizadevanje za zmanjšanje davkov je spravilo v nered državne finance. Idealiziral je Marka Avrelija in želel postati kralj filozof, na vojaškem področju pa je želel posnemati Trajana.
Leta 1030 se je odločil, da se bo maščeval za vpade muslimanov na vzhodni meji, zato je osebno povedel veliko vojsko proti Mirdasidom v Alepu. Nasprotniki so ga na pohodu presenetili in resno porazili pri Azazu blizu Antiohije.  Katastrofo sta nekoliko omilila osvojitev in uspešna obramba Edese Jurija Manijaka leta 1032 in odmeven poraz saracenskega ladjevje na Jadranu, vendar nista vrnila Romanove začetne priljubljenosti. 
Roman III. je kot pripadnik bizantinske aristokracije prenehal zmanjševati privilegije plemstva, ki so jih uvedli njegovi predhodniki. Zmanjšal je njihove davke in hkrati omogočil, da se je položaj kmečkih svobodnjakov spremenil v tlačanstvo. Med neuspešna prizadevanja za zmanjšanje izdatkov je spadala tudi omejitev stroškov njegove žene, ki je še povečala odtujenost med njima.
Roman se je soočal s številnimi zarotami, katerih pobudnica v letih 1029 in 1030 je bila večinoma svakinja Teodora.  Vse poskuse odstavitve s prestola je preživel. Njegova prezgodnja smrt leta 1034  je bila domnevno posledica zastrupitve, ki jo je organiziranja njegova žena, ali utopitve v kadi, ki jo je prav tako naročila njegova žena. Pokopali so ga v cerkvi sv. Jurija Samatskega v Konstantinoplu, ki je bila zgrajena po njegovem naročilu.

## Družina
V zakonu s Heleno je imel hčerko, poročeno s cesarjem Svetega rimskega cesarstva Henrikom III.. V zakonu z Zoo Porfirogeneto ni imel otrok.